# Campyloneurus similis
Campyloneurus similis är en stekelart som beskrevs av Szepligeti 1913. Campyloneurus similis ingår i släktet Campyloneurus och familjen bracksteklar. Inga underarter finns listade.